# فرحان نسيب زعلان (مسرحية)
فرحان نسيب زعلان هي مسرحية كويتية كوميدية عرضت في عام 2021.

## البطولة
- طارق العلي
- خالد العجيرب
- شهاب حاجيه
- غادة الزدجالي
- شهد سلمان
- أمير مطر
- محمد خالد الوزير
- فيصل السعد
- عبد الله البصيري
- محمد المنصوري
- محمد حمادة